# Fecchio
Fecchio (IPA: [fɛkkio]; Fecc [fɛttʃ] in Noord-Lombardisch) is een plaats (frazione) in de Italiaanse gemeente Cantù, gelegen op ongeveer 2 km ten noordoosten van de hoofdstad.

## Geschiedenis
Diverse plekken en monumenten in Fecchio zijn van historisch belang. Zo is en in het stadscentrum een marmeren plaquette met een inscriptie gewijd aan de Romeinse geleerde Plinius de Jongere:
Caio PLINIo Lucii Filio OVFentina CAECILIO SECVNDO COnSuli AVGVRi
CVRatori ALVei TIBeris ET RIParum ET CLOACarum VRBis
PRAEFecto AERari SATurni PRAEFecto AERari MILItaris Quaestori
IMPeratoris SEVIRo EQuitum ROManorum TRIBuno MILitum LEGionis III GALLicae
X VIRO STiLitibus IVDicandis FLamini DIVI Titi AVGusti VERCELLIENSES PATRONO.
Daarnaast is er een sculptuur van kardinaal Carolus Borromeus met het opschrift:
Jcon vera d. Caroli Borrhomei, qui diocesim lustrans in hoc cubiculo pernotavit anno 1570.
De Visconti bezat in het plaatsje een Fecchio, een gebouw gebruikt als jachthuis. Met de daling van de macht van de Visconti is het gebouw overgedragen aan de Sforza. Later aan het begin van 17e eeuw werd het eigendom van de familie Orombelli.

## Herkenningspunten

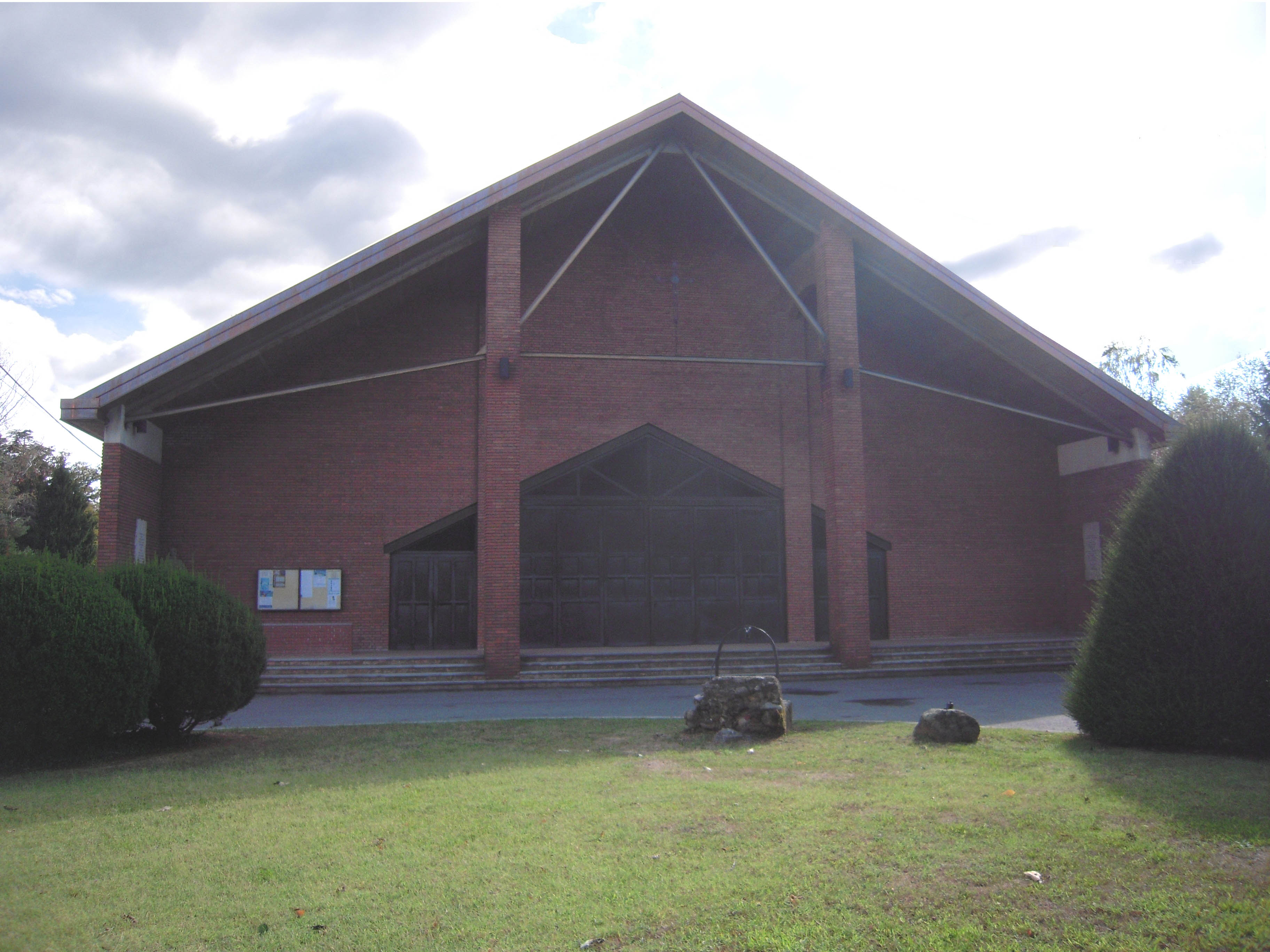
Kerk van San Carolus
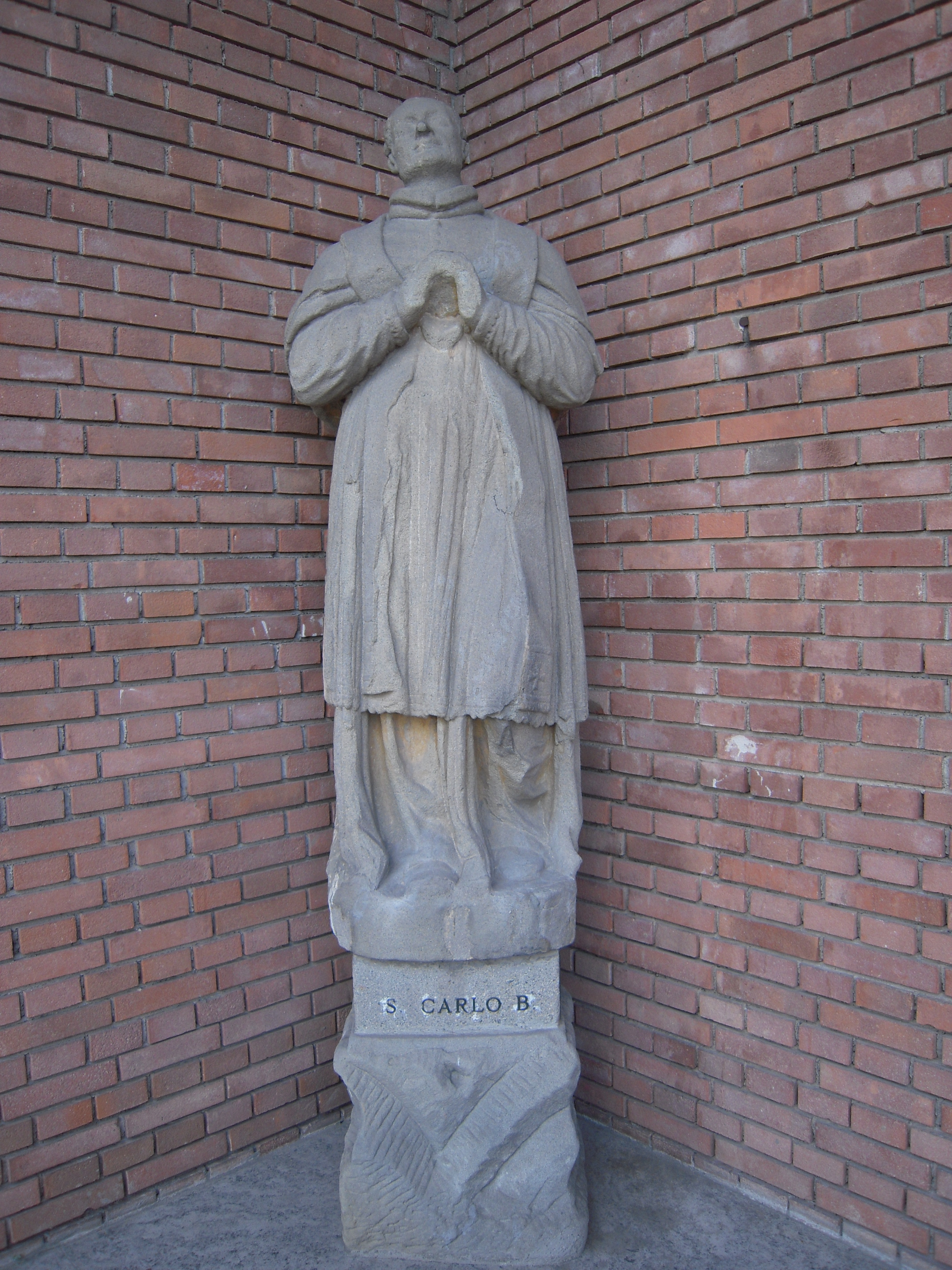
Statua San Carlo Borromeo di Fecchio
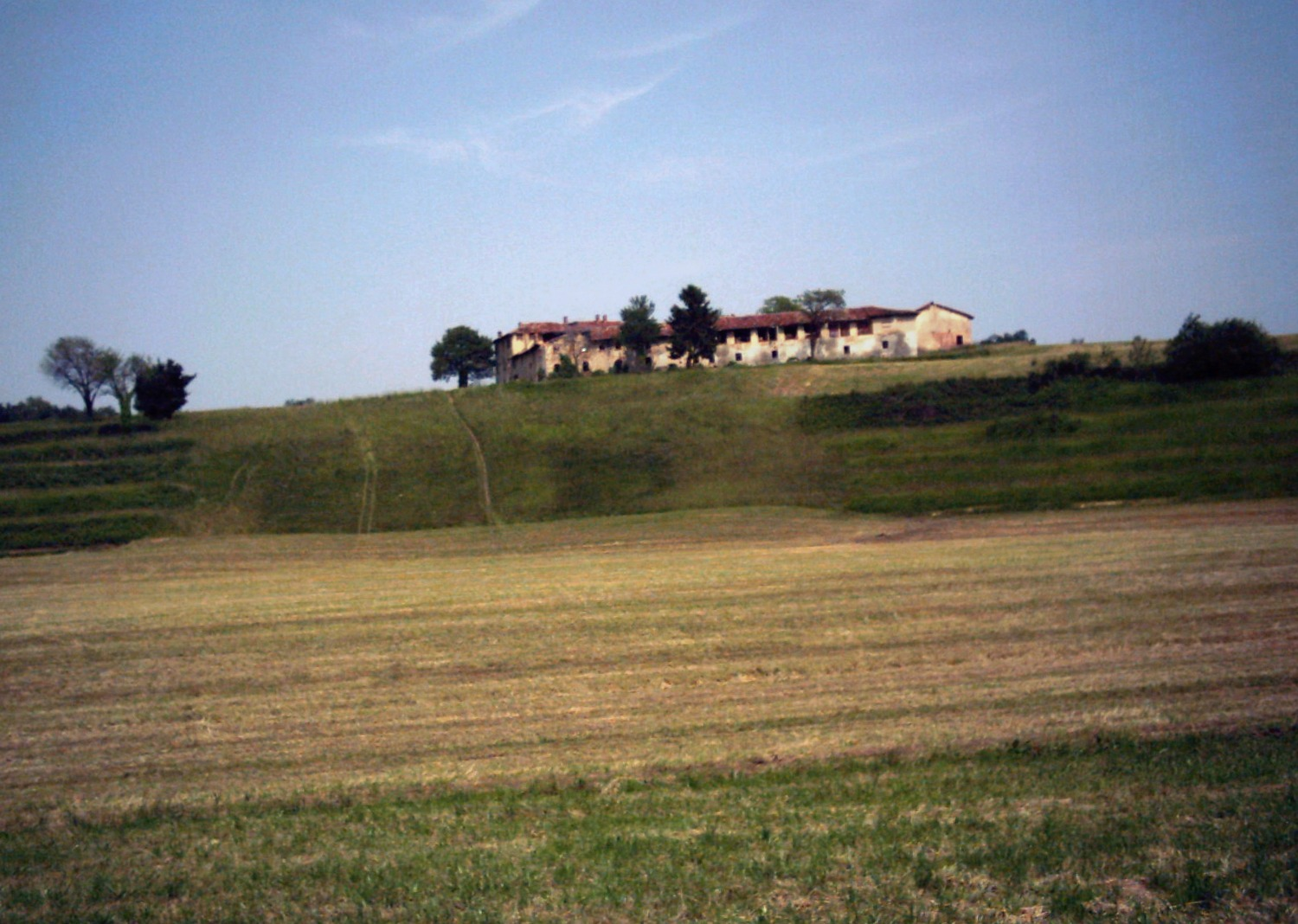
Cascina Santa Naga
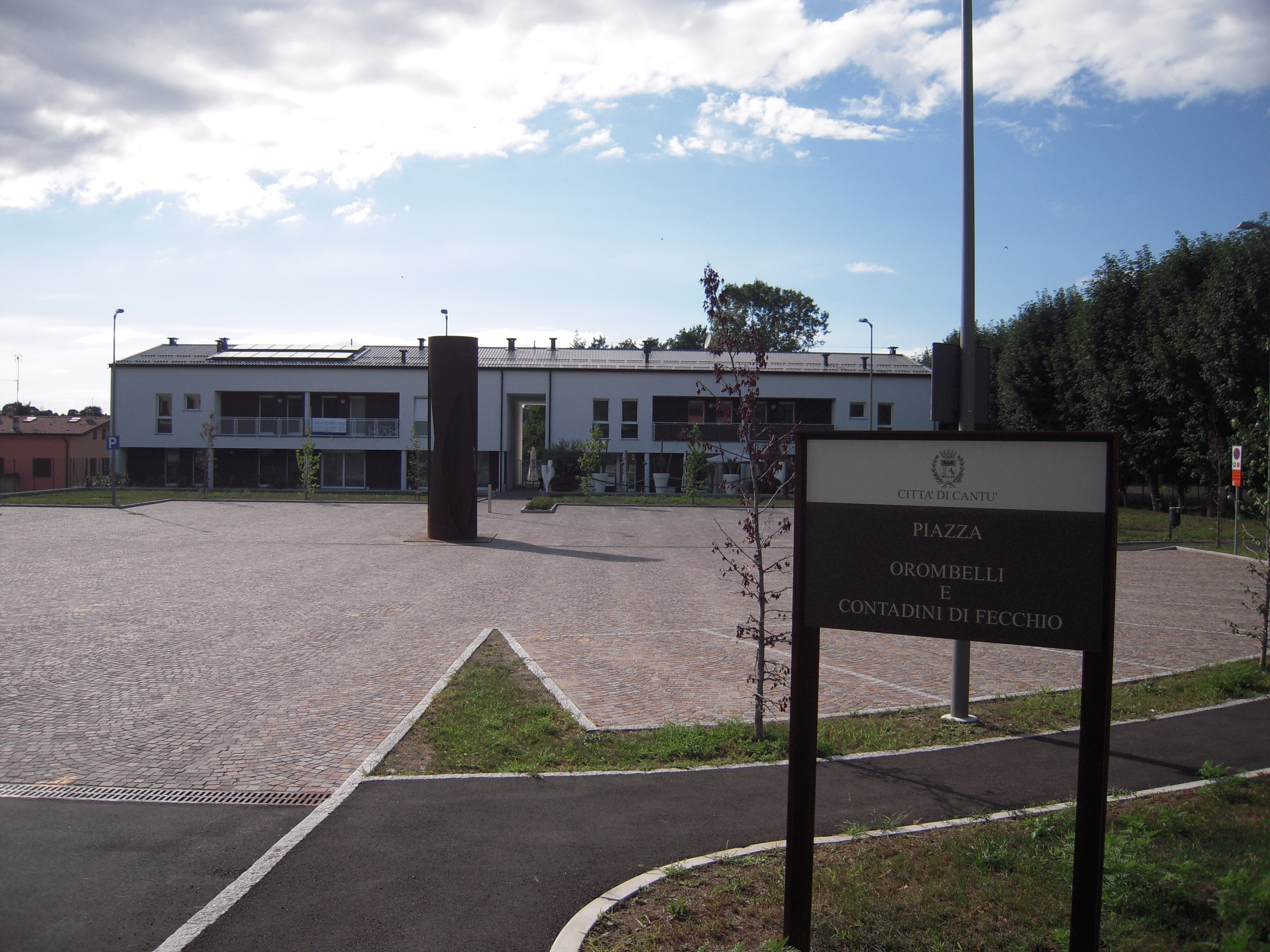
Plein Orombelli en boeren van Fecchio

## Scholen
Er zijn twee scholen in Fecchio
- Basisschool Fecchio
- Kinderopvang San Carlo

## Geboren in Fecchio
- Plinius de Jongere
- Gian Galeazzo Visconti
- Carolus Borromeus